# 유일로보틱스
주식회사 유일로보틱스는 대한민국의 산업용 로봇 제조 기업이다.

## 역사
2010년 유일시스템으로 설립되어 2011년에 법인으로 전환되었으며 2021년 현재 사명으로 변경하였다.
2024년 6월 SK온이 370억 원 유상증자에 참여해 2대 주주가 되었다.

## 제품
수직 다관절 YMX-9200 90kgf용 로봇 매출액은 로봇 21%, 자동화시스템 68%, 기타 11%에서 발생하였다.